# Rodnye polja
Rodnye polja (Родные поля) è un film del 1944 diretto da Boris Andreevič Babočkin e Anatolij Bosulaev.